# Гвюдни Бергссон
Гвюдни Бергссон (исл. Guðni Bergsson; род. 21 июля 1965[…], Рейкьявик) — исландский футболист, защитник. Наиболее известен по выступлениям за английский клуб «Болтон Уондерерс», вместе с которым одержал победу, заняв первое место в Первом Дивизионе (сейчас Чемпионшип) в сезоне 1996/97.

## Биография
Родился 21 июля 1965 года. Отец — Бергюр Гвюднасон (Bergur Guðnason; 29 сентября 1941 — 5 ноября 2009), мать — Хьёрдис Бёдварсдоуттир (Hjördís Böðvarsdóttir; 22 июня 1944 — 12 июня 2012). Его дед — профессор Гвюдни Йоунссон (1901—1974). Его единокровным братом является фермер Торстейдн (Þorsteinn Bergsson; род. 27 июня 1967). Родная сестра — Сигридюр (Sigríður Bergsdóttir; род. 23 ноября 1966), братья — Бёдвар (Bödvar Bergsson; род. 19 сентября 1970) и Бергюр Тоур (Bergur Þór Bergsson; род. 26 июля 1977).

## Клубная карьера
Карьера Гвюдни Бергссона, как и многих других исландских футболистов, началась в исландском клубе «Валюр» в 1983 году. За несколько сезонов защитник успел сыграть 94 матча и забить семь мячей, стать чемпионом Исландии в сезоне 1985, и побывать в аренде немецкого клуба «Мюнхен 1860». В 1985 году Гвюдни Бергссона могла подписать английская «Астон Вилла», однако сделка по переходу исландца была провалена. Переход в Англию состоялся в декабре 1988 года — Гвюдни подписал контракт с английским клубом «Тоттенхэм Хотспур». На тот период партнерами по команде у исландца были такие известные игроки, как Гари Линекер, Пол Гаскойн, Крис Уоддл. Именно в это время Гвюдни стал постоянным игроком сборной Исландии по футболу, а также получил капитанскую повязку в сборной.
Приход менеджера Осси Ардилеса стал началом конца карьеры Гвюдни в составе «Шпор» — игрок стал реже попадать в основной состав, и как результат — в 1995 году исландец подписывает контракт с «Болтон Уондерерс». Начиная с первого сезона Гвюдни старался помочь своей новой вначале избежать вылета, а затем выбраться из Первого Дивизиона Англии, и вернуться обратно в Премьер-лигу. В сезоне 1996/97 ему вместе с командой и главным тренером Колином Тоддом это удалось, однако уже в следующем сезоне они не смогли закрепиться в высшем дивизионе Англии, вернувшись обратно в Первый Дивизион. После нескольких неудачных сезонов по руководством Тодда, и неудачно сложившихся матчей плей-офф 1999 года, Гвюдни Бергссон хотел повесить бутсы на гвоздь, однако менеджер Сэм Эллардайс уговорил его остаться. Как оказалось, не зря — Гвюдни провёл один из лучших сезонов в своей карьере, был постоянным игроком старта. Вышел в основе Гвюдни Бергссон и на финальный матч плей-офф в 2001 году против клуба «Престон Норт Энд» на стадионе «Миллениум» (Кардифф). Матч завершился со счетом 3:0 в пользу «Болтона», и команда вернулась в Премьер — Лигу. В 2003 году Гвюдни Бергссон завершил футбольную карьеру, несмотря на уговоры Эллердайса остаться на ещё один сезон. За спиной капитана «Болтона» остались 270 сыгранных матчей и 22 забитых гола за клуб в чемпионатах.

## Карьера в сборной
Гвюдни дебютировал за сборную в 1984 году, и провел за неё 80 игр. Долгое время это был национальный рекорд. Свою последнюю игру Гвюдни Бергссон провёл в 2003 году против сборной Литвы. Матч окончился победой 3:0 в пользу исландцев.

## После футбола
Гвюдни поддерживает свои связи с «Болтон Уондерерс», и в настоящее время является президентом ассоциации бывших игроков «Болтона», а также выступает в качестве скаута — добровольца, который помогает найти клубу хороших начинающих исландских игроков. В 2008 году он оказал большое влияние на защитника Гретара Стейнссона, который перешел в «Болтон». 8 августа 2009 года он вновь сыграл за свой клуб в матче легенд «Болтона». 
Гвюдни Бергссон имеет юридическое образование. 
6 марта 2012 года он, и его коллега подверглись нападению, в результате которого Гвюдни Бергссон получил два ножевых ранения в ногу и был госпитализирован. 26 июня 2012 года нападавший был приговорен к 14 годам тюремного заключения. После выписки, Гвюдни получил компенсацию в размере 800 тысяч исландских крон.
11 февраля 2017 года Гудни был избран председателем Исландской футбольной ассоциации.

## Награды
- «Валюр»
  - Чемпионат Исландии по футболу 1985
- Болтон Уондерерс
  - Первый Дивизион Англии — 1996/97
  - Первый Дивизион Англии победитель плей-офф 2001

## Личная жизнь
Женат на Элин Конрадсдоуттир (Elín Konráðsdóttir; род. 30 марта 1963). У пары двое детей: сын Бергюр (Bergur Guðnason; род. 6 января 1992) и дочь Паульдис Бьёрк (Páldís Björk Guðnadóttir; род. 10 февраля 1998).